# Biconiosporella
Biconiosporella — рід грибів родини Lasiosphaeriaceae. Назва вперше опублікована 1972 року.

## Класифікація
До роду Biconiosporella відносять 1 вид:
- Biconiosporella corniculata

## Поширення та середовище існування
Знайдений на гнилій деревині в морській воді в Німеччині.